# 카데시 전투
카데시 전투에 대해 설명한다.
기원전 13세기 람세스 2세 치세에 이집트는 팔레스타인을 사이에 두고 히타이트와 세력을 다투었다. 기원전 1274년 람세스 2세는 병사 15만 명을 이끌고 카데시 전투에 직접 출정하여 히타이트의 왕 무와탈리 2세와 전투를 벌였다. 이집트 문명과 오리엔트 문명이 충돌하는 인류 최초의 세계대전이 벌어진 것이다.
이집트는 카데시 전투에서 거짓 정보에 속아서 주력군이 괴멸될 정도로 고전을 면치 못했다. 이후 전투 결과에 대해서는 양측의 기록이 달라 아직까지 논란의 대상이다. 그러나 람세스 2세가 팔레스타인에서 히타이트 세력을 몰아내지 못한 것은 확실해 보인다. 
양쪽은 서로 상대를 물리치지 못하고, 장기간 전쟁을 계속하던 중 기원전 1258년경에 세계 최초의 문서로 된 평화조약을 체결하고 서로 휴전했다. 조약의 결과, 람세스 2세는 히타이트 왕녀를 왕비로 맞이했다. 
이집트 신전에 기록된 바에 따르면, 람세스 2세는 카데시 전투에서 자신이 승리했다고 선전했다. 그러나 이로 인해 이집트군의 개혁이 지연되면서 다음 왕조인 이집트 제20왕조에서 급격히 약해져 이집트 제21왕조부터는 피정복자로 몰락하는 계기가 되었다.
히타이트 역시 이 전쟁에서 국력을 소모한 이후 급격한 세력 약화로 기원전 1200년경에 멸망했다. 이후 아나톨리아 지방에는 약 1000년 동안 소국들이 난립했다. 

## 같이 보기
- 메기도 전투 (기원전 15세기)

1. ↑  이희수 (2022). 《인류본사》. 휴머니스트. 25쪽.
2. ↑  카데시 조약의 히타이트어 원본은 이스탄불 고고학 박물관에, 사본은 평화의 상징으로 뉴욕의 유엔 본부에 전시되어 있다. 이희수(2022), 25~26쪽.